# Linda Tuero
Linda Tuero (21 ottobre 1950) è un'ex tennista statunitense.
È stata sposata con lo scrittore William Peter Blatty.

## Carriera
In carriera ha vinto un titolo nel singolare, gli Internazionali d'Italia nel 1972. Nei tornei del Grande Slam ha ottenuto il suo miglior risultato raggiungendo i quarti di finale nel singolare all'Open di Francia nel 1971, e di doppio agli US Open nel 1969, in coppia con la connazionale Emilie Burrer.
In Fed Cup ha giocato un totale di 7 partite, ottenendo 5 vittorie e 2 sconfitte.

## Statistiche

### Singolare

#### Vittorie (1)
| Numero | Anno           | Torneo                        | Superficie  | Avversaria in finale | Punteggio |
| 1.     | 30 aprile 1972 | Internazionali d'Italia, Roma | Terra rossa | Ol'ga Morozova       | 6-4, 6-3  |

#### Finali perse (4)
| Numero | Anno           | Torneo                                    | Superficie | Avversaria in finale | Punteggio     |
| 1.     | 8 agosto 1971  | Cincinnati Open, Cincinnati               |            | Virginia Wade        | 3-6, 3-6      |
| 2.     | 15 agosto 1971 | US Clay Court Championships, Indianapolis |            | Billie Jean King     | 4-6, 5-7      |
| 3.     | 11 giugno 1972 | WTA German Open, Amburgo                  |            | Helga Masthoff       | 3-6, 6-3, 6-8 |
| 4.     | 22 luglio 1973 | WTA Cleveland, Cleveland                  |            | Chris Evert          | 0-6, 0-6      |

### Doppio

#### Finali perse (2)
| Numero | Anno           | Torneo                                    | Superficie | Compagna                    | Avversarie in finale         | Punteggio |
| 1.     | 11 luglio 1971 | Swedish Open, Båstad                      |            | Ana María Arias-Pinto Bravo | Helga Masthoff Heide Orth    | 2-6, 1-6  |
| 2.     | 15 agosto 1971 | US Clay Court Championships, Indianapolis |            | Julie Heldman               | Judy Dalton Billie Jean King | 1-6, 2-6  |